# Alexandre Émond
Alexandre Émond (* 25. května 1984 Laval) je bývalý kanadský zápasník – judista a grappler.

## Sportovní kariéra
S judem začínal v 6 letech na předměstí Montréalu v Laval. Připravoval se pod osobním vedením Fayçala Bousbiata v klubu CJD Boucherville. V kanadské mužské reprezentaci se prosazoval od roku 2007 ve střední váze do 90 kg. V roce 2008 se na olympijské hry v Pekingu. V roce 2012 startoval na olympijských hrách v Londýně jako úřadující panamerický mistr. Prohrál však v úvodním kole s domácím Winstonem Gordonem na ippon technikou o-guruma. Po skončení sportovní kariéry v roce 2014 se věnuje trenérské práci. Specializuje na submisivní techniky (katame-waza) v boji na zemi (ne-waza).
Vedle juda reprezentoval Kanadu i disciplíně ne-waza (boj na zemi) pod různými sportovními organizacemi.

### Vítězství na mezinárodních turnajích
- 2010 - 1x světový pohár (Miami)
- 2011 - 2x světový pohár (San Salvador)

## Výsledky
| Turnaj                  | 2007         | 2008         | 2009         | 2010         | 2011         | 2012         | 2013         |
| Turnaj                  | 23           | 24           | 25           | 26           | 27           | 28           | 29           |
| Turnaj                  | střední váha | střední váha | střední váha | střední váha | střední váha | střední váha | střední váha |
| ----------------------- | ------------ | ------------ | ------------ | ------------ | ------------ | ------------ | ------------ |
| Olympijské hry          |              | —            |              |              |              | úč.          |              |
| Mistrovství světa       | —            |              | úč.          | úč.          | úč.          |              | úč.          |
| Panamerické hry         | —            |              |              |              | 3.           |              |              |
| Panamerické mistrovství | 7.           | 3.           | 1.           | 3.           | 2.           | 1.           | 3.           |